# Wiloatma fasciata
Wiloatma fasciata är en insektsart som beskrevs av Webb 1983. Wiloatma fasciata ingår i släktet Wiloatma och familjen dvärgstritar. Inga underarter finns listade i Catalogue of Life.